# Глаухау

Глаухау (нем. Glauchau) — город в Германии, районный центр, расположен в земле Саксония. Подчинён административному округу Хемниц. Входит в состав района Цвиккау. Население составляет 24 914 человек (2009). Занимает площадь 51,49 км². Официальный код  —  14 1 73 070.
Город подразделяется на 6 городских районов. В Средние века и Новое время служил центром владений феодального рода Шёнбургов, которые выстроили в пределах города два замка.

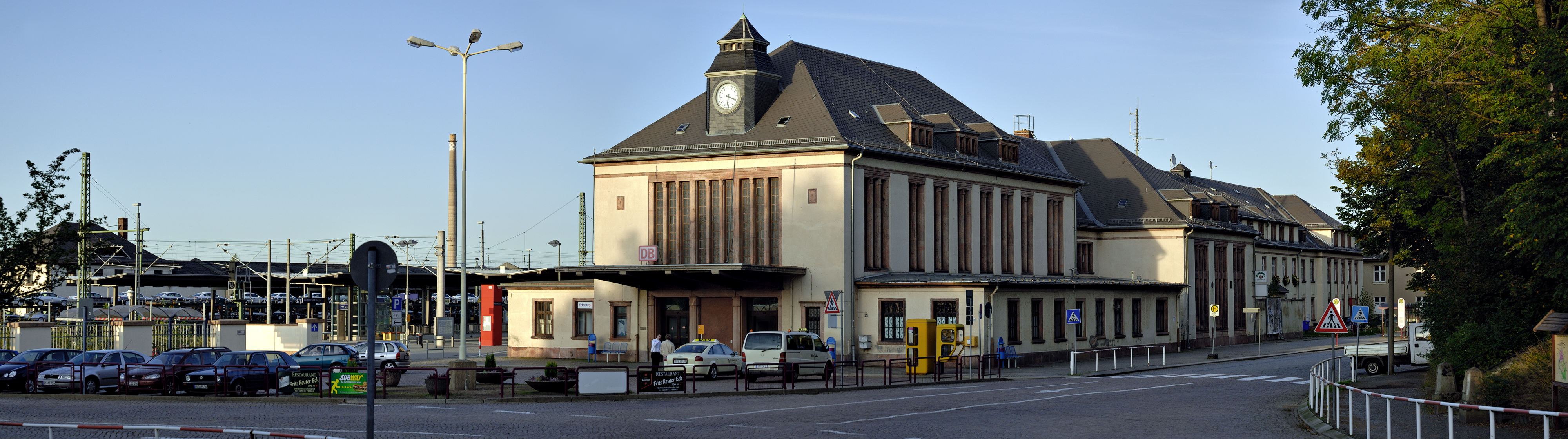
Железнодорожная станция в Глаухау

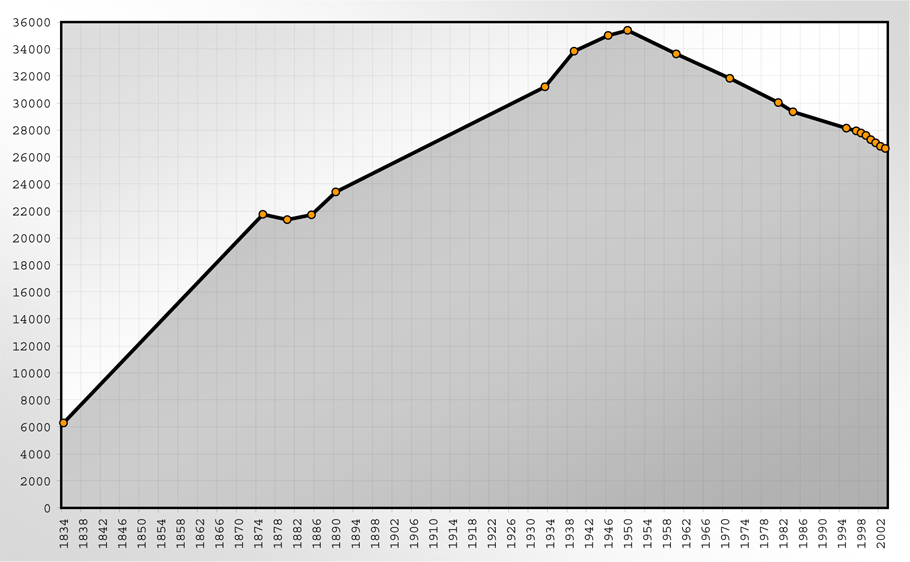
График численности населения Глаухау